# Школа, в якій працював (1939-1941 рр.) керівник підпільної групи В.Г. Козиненко
Школа, в якій працював (1939—1941 рр.) керівник підпільної групи В. Г. Козиненко споруджена в кінці ХІХ ст., в південноукраїнському цегляному стилі. Споруда знаходиться по вул. Транспортна, 1, у Металургійному (Довгинцівському) районі. Відповідно до Постанови Криворізького виконкому від 05.02.1965 р. було встановлено меморіальну дошку з мармуру на фасаді будівлі СШ № 91 (колишнє приміщення СШ № 27) у 1967 р.

## Передісторія

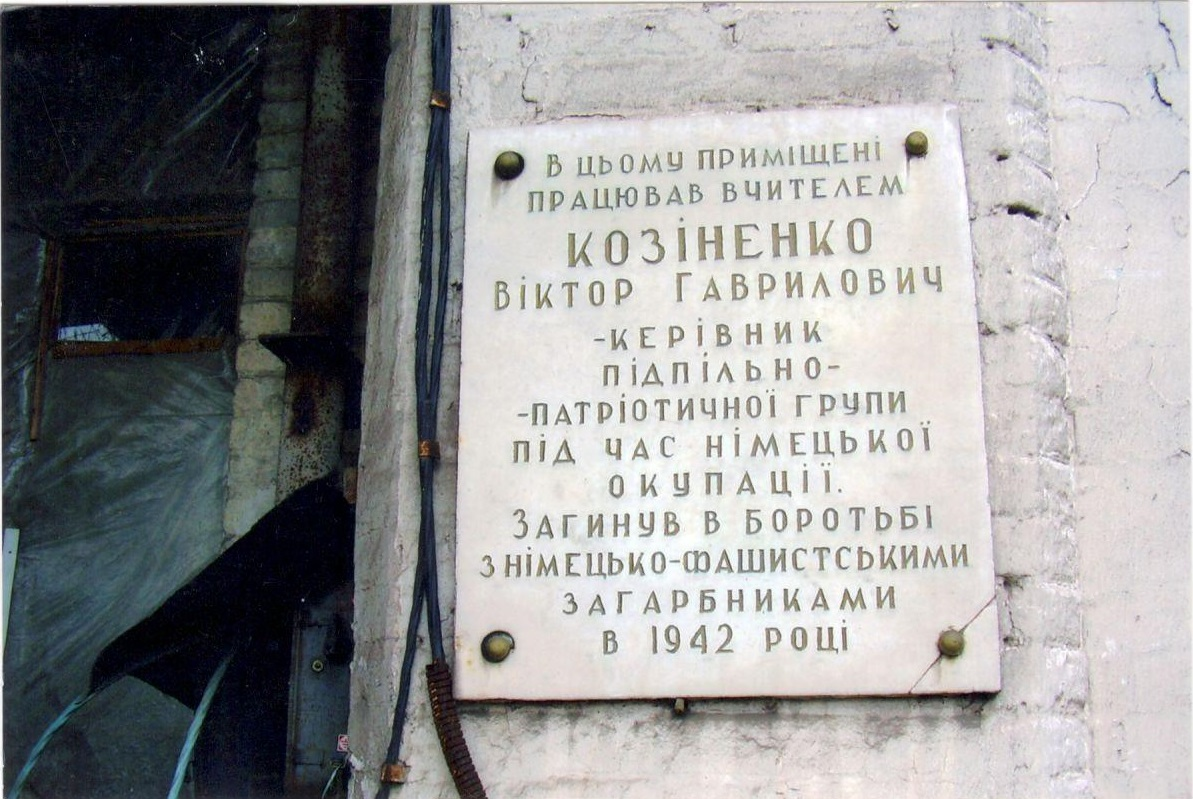

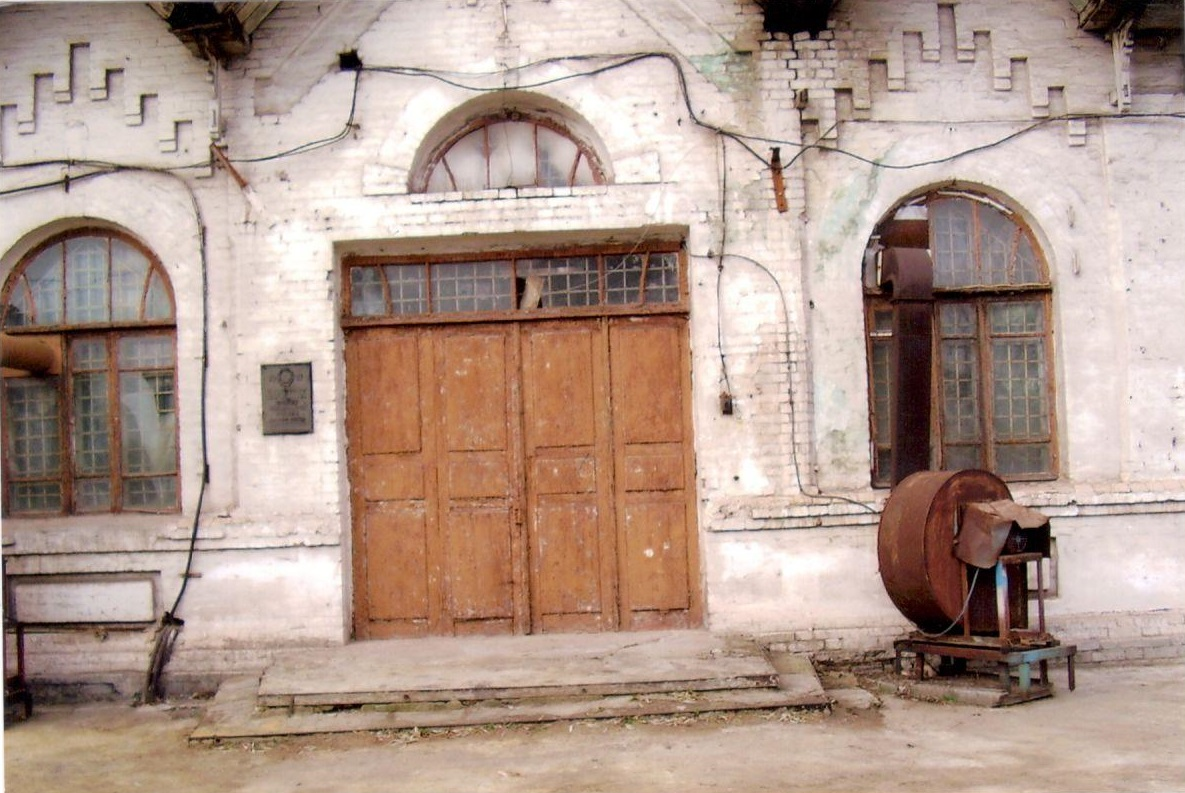

У СШ № 27 з 1939 р. по 1941 р. працював керівник підпільної комсомольсько-молодіжного групи Віктор Гаврилович Козиненко (1910—1943 рр.), розстріляний німецькими окупантами 27 липня 1942 року. Соратник Юрія Марковича Козаченка. Керував операціями по збиранню зброї, визволенню полонених. Організовував диверсії на залізницях. Похований у парку залізничників Довгинцівського району (пам'ятка № 1677). Відповідно до Постанови Криворізького виконкому від 05.02.1965 р. було встановлено меморіальну дошку з мармуру на фасаді будівлі СШ № 91 (колишнє приміщення СШ № 27) у 1967 р. Рішенням Дніпропетровського облвиконкому від 08.08.1970 р. № 618 споруда була взята на державний облік з охоронним номером 1697.
В вересні 1974 року була відкрита СШ № 91 у нової будівлі по вул. Тинка (суч. Генерала Радієвського) Саксаганського району. У приміщенні історичної пам'ятки згодом почала діяти інша організація — профтехучилище взуттєвої фабрики. На початку ХХІ ст. зникла меморіальна дошка з білого мармуру, розмірами 0,6×0,4 м, що була прикріплена зліва від парадного входу. На дошці містився 13-рядковий напис українською мовою великими та маленькими літерами шрифтами різного розміру: «В цьому приміщенні / працював вчителем / КОЗІНЕНКО / Віктор Гаврилович / керівник підпільно — / патріотичної групи / під час німецької / окупації / загинув в боротьбі / з німецько-фашистськими / загарбниками / в 1942 році». Приміщення орендовано приватними підприємствами, використовується як олійниця.

## Будівля
Пам'ятка — одноповерхова цегляна будівля кінця ХІХ ст., в південноукраїнському цегляному стилі. З тильного боку зроблені чисельні пізні прибудови, що змінили зовнішній вигляд будівлі. Вікна і двері на головному фасаді замінені на пластикові. Довжина будівлі по 62 м, бічні фасади 25 м.